# S.O.S. Squadra Speciale
S.O.S. Squadra Speciale  (Search and Rescue) è una serie televisiva canadese e statunitense in 26 episodi trasmessi per la prima volta nel corso di una sola stagione dal 1977 al 1978 sulla rete canadese CTV Television Network e su quella statunitense NBC.
Negli Stati Uniti la serie, trasmessa con il titolo Search and Rescue: The Alpha Team, fu cancellata dopo 20 episodi e gli ultimi 6 episodi non furono trasmessi durante la prima televisiva. È una serie d'avventura incentrata sulle vicende di una squadra di salvataggio composta da un padre con i suoi due figli adolescenti.

## Trama
Il vedovo dottor Bob Donell è il leader di una squadra di soccorso che comprende i suoi due figli Katy e Jim. Ciò che rende unica la squadra è che essa conduce le sue missioni di salvataggio con un vero e proprio parco animali appositamente addestrati. Ogni episodio vede la squadra Alpha che utilizza animali specifici per gestire eventi specifici, che vanno dagli uccelli ai cani, falchi, volpi e lupi.

## Personaggi e interpreti
- Dr. Bob Donell, interpretato da Michael J. Reynolds e doppiato da Rino Bolognesi
- Katy Donell, interpretata da Donann Cavin e doppiata da Laura Boccanera
- Jim Donell, interpretato da Michael Tough e doppiato da Riccardo Rossi
- Dottoressa Liz Warren, interpretata da Helen Shaver

## Produzione
La serie fu prodotta da Canadian Television  (CTV) e National Telefilm Associates (NTA) Tra gli sceneggiatori è accreditato Charles Dennis.

## Distribuzione
La serie fu trasmessa dal 1978 in Canada sulla rete CTV Television Network e negli Stati Uniti dal 10 settembre 1977 al 28 gennaio 1978 sulla rete televisiva NBC. In Italia è stata trasmessa dal 1980 su reti locali con il titolo S.O.S. Squadra Speciale.

## Episodi
| Nº | Titolo originale                | Titolo italiano                      | Prima TV USA      | Prima TV Italia |
| -- | ------------------------------- | ------------------------------------ | ----------------- | --------------- |
| 1  | Double Trouble                  | Un tuffo a cavallo                   | 10 settembre 1977 |                 |
| 2  | Explosion!                      | L'esplosione                         | 17 settembre 1977 |                 |
| 3  | Hang Glider Hangup              | In volo tra gli alberi               | 24 settembre 1977 |                 |
| 4  | Pan Your Own Gold               | La febbre dell'oro                   | 1º ottobre 1977   |                 |
| 5  | Trouble On the Mountain         | Pericolo in montagna                 | 8 ottobre 1977    |                 |
| 6  | Lifeline                        | Sospesa ad un filo                   | 15 ottobre 1977   |                 |
| 7  | Alice & the Wild One - Part One | Alice e l'amico selvaggio - 1ª parte | 22 ottobre 1977   |                 |
| 8  | Alice & the Wild One - Part Two | Alice e l'amico selvaggio - 2ª parte | 29 ottobre 1977   |                 |
| 9  | Crack-Up                        | Bob è in pericolo                    | 5 novembre 1977   |                 |
| 10 | Berry Comes Through             | Barry entra in azione                | 12 novembre 1977  |                 |
| 11 | Charlie the Protector           | Charlie il protettore                | 19 novembre 1977  |                 |
| 12 | Katy's Fella                    | Una tigre in città                   | 26 novembre 1977  |                 |
| 13 | Upstream                        | Al lupo! Al lupo!                    | 3 dicembre 1977   |                 |
| 14 | Power Slide                     | Panico allo stadio                   | 10 dicembre 1977  |                 |
| 15 | Hide and Seek                   | Il marito di mia madre               | 17 dicembre 1977  |                 |
| 16 | Katy and the Lion               | Katy e il leone                      | 31 dicembre 1977  |                 |
| 17 | Baker's Boy                     | L'uomo più fortunato del mondo       | 7 gennaio 1978    |                 |
| 18 | Butterflies Are Dangerous       | Le farfalle sono pericolose          | 14 gennaio 1978   |                 |
| 19 | Blow-up in Britain, Part 1      | Blow up in Inghilterra - 1ª parte    | 21 gennaio 1978   |                 |
| 20 | Blow-up in Britain, Part 2      | Blow up in Inghilterra - 2ª parte    | 28 gennaio 1978   |                 |
| 21 | Thunder Of Silence              | Il silenzio di Johnny                | –                 |                 |
| 22 | Runaway                         | Una pericolosa svolta a destra       | –                 |                 |
| 23 | Reggie Come Home                | La fuga di Reggie                    | –                 |                 |
| 24 | The Egg                         | Ovoberto                             | –                 |                 |
| 25 | Down Under Dilemma              | Frankie si offende                   | –                 |                 |
| 26 | Kitten On The Town              | Quei dolci gattini                   | –                 |                 |